# Новак Славомір Ришардович
Славомір Ришардович Новак (пол. Sławomir Ryszard Nowak; нар. 11 грудня 1974, Гданськ) — колишній міністр транспорту і водного господарства Польщі (2011—2013), виконувач обов'язків голови Державного агентства автомобільних доріг України. Також співпрацює з Європейським банком реконструкції та розвитку як консультант.

## Діяльність у Польщі
Був послом польського Сейму. Відповідав за транспортні плани й інвестиції при підготовці Польщі до Євро-2012. Одним зі своїх найбільших успіхів вважає фундаментальну реформу польських залізниць.
- 2011—2013 — міністр транспорту, будівництва й водного транспорту, член Ради Міністрів (відповідальний за транспортну політику, модернізацію та будівництво доріг та автострад, залізниць та повітряної інфраструктури. Управління інвестиційними програмами, які проводились спільно із європейськими фондами (приблизно 20 млрд PLN/5 млрд € за рік). Міжнародна співпраця, участь в європейських Радах для ТТЕ. Управління та нагляд за залізницею PKP С. А., Польська Компанія Аеропортів, Відновлення національних доріг та автострад та робота з багатьма іншими центральними державними агенціями);
- 2010—2011  Канцелярія Президента РП (Міністр в Канцелярії Президента РП);
- 2009—2010 Заступник Керівника Парламентської фракції PO (Громадянська Платформа);
- 2007—2009  Міністр, Керівник політичного кабінету прем'єр-міністра РП (Канцелярія Прем'єр- міністра);
- 2004—2015 Член Парламенту (Сейм);
- 2002—2004 Віце-президент Правління (Польське Радіо Гданськ С. А.);
- 2002—2004 Викладач ВУЗУ (Гданська Вища Гуманітарна Школа);
- 2001—2014 Політик Громадянської Платформи;
- 1998—2000 Радник Міністерства Оборони.

## Діяльність в Україні
З 19 жовтня 2016 до 1 жовтня 2019 рр. — виконувач обов'язків голови «Укравтодору». В жовтні 2016 року отримав громадянство України.
У березні 2017 року ініціював проект GO Highway — проект транснаціонального транспортного коридору, в рамках якого планується з'єднати українські чорноморські порти Миколаїв та Одеса з польським Гданськом на Балтійському морі.
21 березня 2018 року на засіданні Кабінету Міністрів України презентував концепцію Державної цільової економічної програми розвитку автомобільних доріг загального користування 2018—2022. Основне завдання, яке поставлене перед службами автомобільних доріг — продовжити ремонт доріг на основі маршрутного принципу, який розпочато 2017 року.
19 квітня 2018 року виступив проти відмови від жовтого сигналу світлофору яку запропонував заступник міністра міністерства інфраструктури Юрій Лавренюк.
З 1 січня 2018 року під його керівництвом запроваджено дві фундаментальні реформи дорожньої галузі — Дорожній фонд та децентралізація дорожнього господарства.
За ініціативи Славоміра Новака створено законодавчі умови для розвитку дорожньої мережі на умовах концесії — розроблено проект Закону України Про внесення змін до деяких законів України щодо будівництва та експлуатації автомобільних доріг в частині, що стосується будівництва доріг на умовах концесії. Нова редакція Закону  заснована на європейській практиці державно-приватного партнерства.
Запровадив в Україні новий підхід до питань безпеки дорожнього руху. Під його керівництвом в Україні розроблено Програму безпеки на дорогах, що передбачає втілення міжнародних стандартів 4Е Engineering/Стандарти, Enforcement/Нагляд, Emergency/Порятунок, Education/Освіта. Метою Програми підвищення рівня безпеки дорожнього руху в Україні на період до 2020 року «500-500-1000» є зниження в країні рівня аварійності та ступеня тяжкості наслідків ДТП. За три роки планується побудувати 500 кільцевих розв'язок, 500 острівців на в'їздах до населених пунктів, а також влаштування близько 1000 безпечних наземних переходів з острівцями безпеки і точковим освітленням.
Славомір Новак ввів в Україні європейський стандарт гарантій на будівництво та ремонт доріг. За його ініціативи від 2018 року усі контракти на дорогах державного значення укладаються з підрядником на умовах 5-річної гарантії на середні поточні ремонти та 10-річної гарантії — на капітальні.  
Славомір Новак впровадив в Україні європейську практику інтелектуальних транспортних систем: WIM (Зважування вантажівок під час руху), Traffic Control (контроль трафіку), Automatic Speeding Control (автоматичний контроль швидкості), Tolling (контроль руху вантажівок і збору оплат від вантажівок). Вже розпочато реалізацію пілотного проекту — WIM на під'їздах до Києва (6 рамок).
24 вересня 2019 року подав заяву про відставку з посади в.о. керівника Укравтодору з 1 жовтня 2019-го.

## Розслідування діяльності
2013 — прокуратура звинуватила Новака в подачі п'яти фальшивих декларацій про майно (як депутат і як міністр) у 2011-13 роках, в яких він не вказав, що придбав дорогий годинник Maxi Marine Chronometer швейцарської фірми Ulysse Nardin вартістю понад 20 тисяч злотих, при цьому закон вимагає декларувати рухоме майно на суму понад 10 тисяч злотих. Після цього він подав у відставку 15.11.2013 року, яка була прийнята главою держави 27.11.2013.  
У листопаді 2014 року суд засудив Новака до штрафу в розмірі 20 тисяч злотих за приховування від декларування дороговартісного годинника. Він подав апеляцію і в травні 2015 року суд зменшив штраф до 5 тисяч злотих. Суд підтвердив вчинення злочину Новаком (йому загрожувало до 3 років в'язниці) і покарав його умовно з випробувальним терміном в один рік.
У 2013 році журналісти польського видання «Wprost» розгледіли на руці чиновника годинник Maxi Marine Chronometer швейцарської фірми «Ulysse Nardin» вартістю не менше 17 тис. злотих ($5500). ЗМІ звинуватили Новака в надмірно тісних контактах з бізнесом. Згідно з польським законодавством, чиновники зобов'язані декларувати майно, вартість якого перевищує $3500. Новак в декларації годинник не вказав. У зв'язку з цим прокуратура висунула йому звинувачення. Новак своєї провини не визнав, проте пішов у відставку. Йому загрожувало до трьох років в'язниці, проте все покарання обмежилось штрафом, що відповідав вартості аксесуара.
2014 року екс-міністр потрапив у ще один скандал: «Wprost» опублікував розшифровки записів незаконного прослуховування польських політиків, на одній з яких людина з голосом, схожим на голос Новака, обговорює з людиною, чий голос схожий на голос колишнього заступника міністра фінансів Анджея Параф'яновича, питання, пов'язані з податковою перевіркою бізнесу дружини Новака.
Наприкінці червня 2018 року Новак виграв судову справу проти видання «Wprost», але ця справа не стосувалася скандалу з прослуховування розмов Новака.
9 вересня 2019 року Національне агентство з питань запобігання корупції повідомило, що направило до суду адміністративні протоколи стосовно Новака за декларування недостовірних відомостей. За результатами повної перевірки декларації в.о. Голови Укравтодору за 2017 рік Національне агентство встановило декларування недостовірних відомостей на суму понад 100 прожиткових мінімумів для працездатних осіб. У декларації посадовець недостовірно вказав вартість автомобіля та суму коштів, розміщених на банківських рахунках. Загалом встановлено декларування недостовірних відомостей на суму 189,2 тис. гривень.
19 липня 2020 року Ґданське антикорупційне бюро Польщі затримало Новака за підозрою в корупції, управлінні організованою злочинною групою і відмиванні грошей. Загалом за справою Новака було проведено 50 обшуків в Києві, Львові та в Польщі, притягнуто до відповідальності 4 осіб. НАБУ почало перевірку тендерів «Укравтодору» на 270 млн євро, перевіряються контракти за 2016—2019 роки.
21 липня прокуратура Варшави висунула звинувачення Новаку та іншим фігурантам справи проти нього. Новака звинувачують у «керівництві організованою злочинною групою, що отримувала вигоду від корупції», «вимаганні», «отриманні майнових і особистих вигод в обмін на надання приватним суб'єктам контрактів на будівництво і ремонт доріг в Україні», а також у відмиванні коштів, отриманих під час цих злочинів. У грудні в Польщі було завершено досудове розслідування справи Новака, обвинувальний акт було направлено до суду Варшави.